# Universitetsmuseet i Bergen

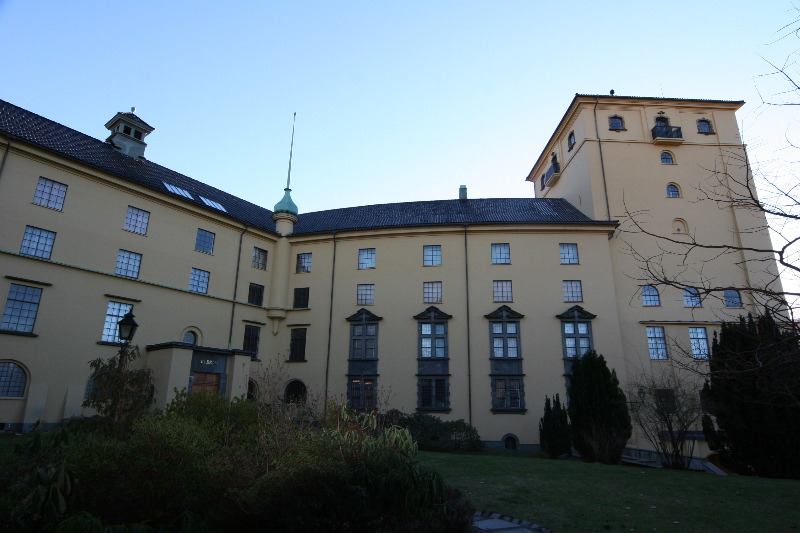
De kulturhistoriske samlinger.

Universitetsmuseet i Bergen (Bergens museum) stiftades år 1825. Det består av De kulturhistoriske samlingene, De naturhistoriske samlingene och Botanisk hage. Museet var en viktig del vid grundandet av universitetet i Bergen år 1946 och är idag en integrerad del av universitetet. Det finns stora kultur- och naturhistoriska samlingar på museet. Flerfaldig forskning och förmedling har hela tiden haft hög prioritet. Som landsdelscentrum på Vestlandet skall Universitetsmuseet i Bergen fungera som ett regionalt kompetens- och förmedlingscentrum för andra museer, skolverk, politiska miljöer, näringsliv och besökarna.
Bergens museum grundades av Wilhelm Frimann Koren Christie och var ursprungligen ett zoologiskt och arkeologiskt-kulturhistoriskt museum. Den första egna museibyggnaden uppfördes 1860 och inrymmer den naturvetenskapliga delen, medan en ny byggnad 1926 uppfördes för den historiskt-antikvariska delen. År 1907 anslogs medel till en zoologisk lärostol. Senare inrättades fler lärostolar, i början av 1930-talet fanns nio professurer, främst i naturvetenskapliga ämnen. Till museet knöts även den 1922 anlagda Bergens museums biologiska havsstation på Herdla, som ersatte en äldre havsstation vid Bergen.